# 小島相陽

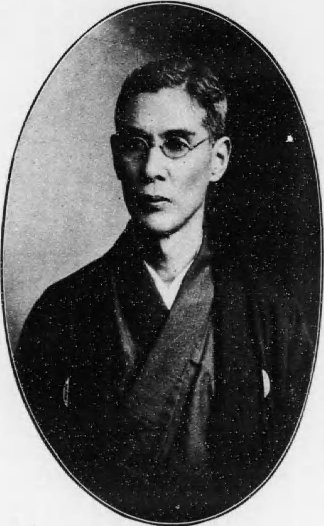
小島相陽

小島 相陽（こじま そうよう、万延元年12月26日（1861年2月5日） - 昭和11年（1936年）4月21日）は、日本の衆議院議員。弁護士。

## 経歴
信濃国水内郡安茂里村（現在の長野県長野市）出身。明治法律学校（現在の明治大学）に学ぶ。
明治12年7月埼玉県の代言人免許を受けて代言人となる。
明治26年、弁護士法制定にともない弁護士登録。
1893年(明治26年)4月28日、松本、上田、長野の三代言人組合が合同し、長野弁護士会設立後、初代近藤牧太のあとを受けて1896年(明治29年)長野弁護士会会長に就任し、1935年(昭和10年)まで39年間にわたり会長を務めた。また上水内郡会議員、長野県会議員に選出された。
1894年（明治27年）、第3回衆議院議員総選挙に出馬し、当選を果たしたものの、わずか3ヶ月後に衆議院解散となった。
その他、長野瓦斯株式会社相談役、長野商業会議所特別議員を務めた。